# Tuff (Band)
Tuff ist eine US-amerikanische Glam-Metal-Band, gegründet 1985 in Phoenix, Arizona, von Jorge Desaint, Todd „Chase“ Chaisson und Gary Huckaby, der die Musikgruppe jedoch im selben Jahr wieder verließ und durch Michael Raimondo, der sich später Michael Lean nannte, ersetzt wurde.

## Bandgeschichte
Nach Gründung der Band und einigen lokalen Konzerten in Kalifornien, beschlossen Tuff ihre musikalischen Aktivitäten 1986 nach Hollywood zu verlagern, und dort mit ihrem neuen Frontmann Jimmy „L‘mour“ Gillette eine EP mit vier Liedern aufzunehmen. Als Jim Gillette kurzfristig, seine Solokarriere verfolgend, mit Beendigung der Aufnahmen aus der Formation ausschied, begann die Suche nach einem geeigneten Sänger aufs Neue. In den darauffolgenden Wochen und Monaten versuchten die verschiedensten Vokalisten in der Glam Metal-Band Fuß zu fassen, so auch Steve Rachelle, der letztendlich in die Musikgruppe aufgenommen wurde.
Im Jahr 1991 erhielt Tuff, nach mehreren Tourneen durch den Mittleren Westen der USA, ihren ersten Plattenvertrag bei Atlantic Records und veröffentlichte dort ihr Debütalbum What Comes Around Goes Around, einhergehend mit den ersten TV-Auftritten. Es folgten 1994 zum einen die EP Fist First, welche unter dem von Stevie Rachelle gegründeten Bandlabel RLS („Record Labels Suck“) vertrieben wurde, und zum anderen 1995 die LP Religious Fix, welche bei BMG / Mausoleum erschien und dem Grunde nach eine um drei Lieder erweiterte Version von Fist First darstellt. Ab dem Jahr 2000 veröffentlichte Tuff diverse DVDs zu ihren Liedern, sowie Kompilationen und Neuauflagen ihrer Alben, erweitert durch neu aufgenommene, hinzugefügte Musikstücke.

## Stil
Die Demoaufnahmen aus den Jahren 1986 und 1987 wurden von Oliver Klemm und Götz Kühnemund im Metal Hammer noch als Mötley-Crüe-Frühphasen-ähnlich angesehen. Dem Break-Out-Rezensenten Georg Loegler klang auf dem Debütalbum das Lied Lonely Lucy verdächtig nach Ratt, dagegen war sein favorisierter Titel Wake Me Up ganz offiziell von Poisons Bret Michaels geschrieben worden. Jörg Staude vom Metal Hammer fand das Album Religious Fix weder originell noch eingängig und bezeichnete dessen Urheber als „Poison-Unterabteilung“ und den Stil als „Sleaze/Glam Rock“.

## Diskografie (Auswahl)

### Alben
- 1991: What Comes Around Goes Around
- 1994: Fist First
- 1995: Religious Fix
- 1996: Decade of Disrespect 85-95
- 2012: What Comes Around Goes Around... Again!
- 2015: Decadation
- 2015: The Glam Years 1985–1989

### Videos
- 2003: Rock N' Rarities – The Videos
- 2003: Decade of Distant Memories – The Videos
- 2003: What Comes Around Goes Around – The Videos
- 2003: Religious Fix – The Videos[6]